# Елль Логан
Елль Логан  (англ. Elle Logan, 27 грудня 1987) — американська веслувальниця, олімпійська чемпіонка.

## Виступи на Олімпіадах
| Олімпіада   | Дисципліна                     | Місце |
| ----------- | ------------------------------ | ----- |
| Пекін 2008  | вісімка розстібна зі стерновим | 1     |
| Лондон 2012 | вісімка розстібна зі стерновим | 1     |